# Лазар, Вероника
Вероника Лазар (рум. Veronica Lazăr; 16 октября 1938, Бухарест — 8 июня 2014, Рим) — итальянская актриса

 театра и кино румынского происхождения.

## Биография
Окончила бухарестский институт театрального и киноискусства им. Караджале. Получила степень в области психологии, которую она практиковала до 1994 года, занимаясь в основном парной терапией. 
Играла роли на сценах театров Бухареста. В 1963—1964 годы выступала в театральной труппе Паоло Стоппа и Рины Морелли.
В середине 1960-х годов покинула Румынию и обосновалась в Италии в 1965 году.
Познакомилась и вышла замуж за итальянского актёра Адольфо Чели, от которого у неё было двое детей.
Дебютировала в роли Розы в фильме Бернардо Бертолуччи «Последнее танго в Париже» (1972). В дальнейшем неоднократно снималась в фильмах Бертолуччи — «Луна» (1979), «Под покровом небес» (1990) и др. Актерские удачи — Карла в драме Микеланджело Антониони «Идентификация женщины» (1982) и Нун в картине «За облаками» (1995).
Снялась более, чем в 30 фильмах.
С 2007 года была президентом Фонда искусства румынского кино в Риме и Пизе.

## Избранная фильмография
- 2012: Я и ты — бабушка Лоренцо
- 2002: Гиностра
- 2000: Империя (ТВ сериал)
- 1998: Осаждённые
- 1996: Синдром Стендаля — мать Мари
- 1995: История Кьяры — бабушка Замбиази
- 1995: За облаками — Лиза
- 1992: Блондинка
- 1990: Под покровом небес — Нун
- 1990: Под вечер — Маргерита
- 1987: Я и моя сестра — венгерский судья
- 1982: Идентификация женщины — Карла
- 1981: Седьмые врата ада — Марта
- 1981: Крылья голубки
- 1980: Инферно — медсестра
- 1979: Луна — Марина
- 1972: Последнее танго в Париже — Роза, жена Пола

## Награды
- Командор ордена Звезды итальянской солидарности (30 мая 2005 года, Италия)[2].
- Офицер ордена «За заслуги перед культурой»[рум.] в категории F «Продвижение Культуры» (2004 год, Румыния)[3].